# Crkveni jubilej
Crkveni jubilej ili jubilejska (jubilarna) godina (hebr. jobel: truba, rog) je posebno razdoblje, najčešće tijekom jedne ili dvije Crkvene godine, određeno papinskom bulom u kojem se, osim sveopćeg pomilovanja i proširenih mogućnosti sakramenta pomirenja snažnije razmatra pojedino Crkveno otajstvo. Redovni se jubileji obično slave svakih 25 godina, no papa jubileje može proglasiti i izvanredovno, kao u slučaju Jubileja godine milosrđa ili Godine posvećenog života pape Franje. Među značajnijim jubilejskim godinama ističe se Veliki jubilej, slavljen prigodom dva tisućljeća kršćanstva. Značajan jubilej bit će 2033. godine kada će se slaviti 2000 godina od Isusove muke i uskrsnuća. Jubileje mogu proglasiti i mjesne i narodne Crkve, poput Godine sv. Josipa slavljene na području Zagrebačke nadbiskupije.
Slavlje jubileja preuzeto je iz židovske tradicije, kao spomen na Kristovo utjelovljenje. U židovskoj tradiciji svaka pedeseta godina slavila se vanjskim slavljima i običajima, poput povrata založene zemlje prvim vlasnicima.
Dikasterij za ustanove posvećenog života i družbe apostolskog života za jubilej navodi:
»Jubilej je godina pomirenja, obraćenja i sakramentalne pokore i, samim time, solidarnosti, nade, pravde, predanog zalaganja u služenju Bogu u radosti i miru s braćom. Nazvan je »Svetom godinom« ne samo zato što započinje, odvija se i zaključuje svečanim svetim obredima, nego i zato što ima za cilj promicati svetost života. Ustanovljen je zato da ojača vjeru, potakne djela solidarnosti i bratskoga zajedništva u Crkvi i društvu, da pozove i potakne vjernike na iskrenije i dosljednije ispovijedanje vjere u Krista jedinoga Spasitelja. «
Prema msgr. Ratku Periću »jubilej nije slavlje pojedinca, ni više pojedinaca, nego cijeloga Naroda Božjega. Na jubilej nas Bog zove da nam dadne život, da nam ga dadne u izobilju, da i mi prenosimo drugima njegov milosni dar života«.